# Eddy Serri
Eddy Serri (Faenza, 23 november 1974) is een Italiaans voormalig wielrenner.

## Overwinningen
2000
- GP Città di Rio Saliceto e Correggio

2003
- 2e etappe Ster Elektrotoer

2007
- Ronde van Romagna

## Resultaten in voornaamste wedstrijden
| Jaar | Ronde van Italië | Ronde van Frankrijk | Ronde van Spanje |
| ---- | ---------------- | ------------------- | ---------------- |
| 2001 | 134e             |                     |                  |
| 2002 | 140e (laatste)   |                     |                  |
| 2005 |                  |                     |                  |
| 2008 |                  |                     |                  |

| Jaar | Milaan-San Remo | Gent-Wevelgem |
| ---- | --------------- | ------------- |
| 2001 |                 | 31e           |
| 2002 |                 |               |
| 2005 | 147e            |               |
| 2008 | 109e            |               |